# Дихівська ГЕС-ГАЕС
Дихівська ГЕС-ГАЕС — гідроакумулююча електростанція на заході Польщі у Любуському воєводстві.
Розташована на річці Бубр (ліва притока Одри). Біля села Krzywa течія річки перегороджена греблею, яка дає змогу спрямовувати воду в дериваційний канал завдовжки 20,4 км, що тягнеться по висотах лівого берега Бубра та впадає у верхній резервуар ГАЕС — Диховецьке озеро. Ця схема дає змогу поповнювати його як за рахунок природного стоку, так і закачуванням води з нижнього резервуару, яким слугує інше водосховище на тому ж Бубрі, створене греблею Stary Raduszec (за 4,5 км нижче за течією від ГАЕС).
Споруджена у 1933—1937 роках, станція працювала до 1945-го. Повторно її ввели в експлуатацію у 1952-му, на той час вона була обладнана двома турбінами типу Каплан виробництва ЛМЗ (Ленінград, нині Санкт-Петербург) та двома насосами швейцарської компанії Escher Wyss. У 1965 році до них додали третю турбіну того ж заводу та ще два насоси польського виробництва компанії Swidnicka Fabryka Urazden Przemyslowych (SFUP). Це довело потужність ГЕС до 79,5 МВт.
В 2000—2007 роках станція пройшла через серйозну модернізацію, в результаті якої її потужність зросла до 91 МВт, а проектне річне виробництво електроенергії з 98 до 120 млн кВт-год. Ефективність акумулюючого циклу при цьому зросла від 61 % до 71 %.